# Салагаєво
Салага́єво (рос. Салагаево, чув. Çăлпуç) — присілок у складі Янтіковського району Чувашії, Росія. Входить до складу Янтіковське сільського поселення.
Населення — 343 особи (2010; 392 у 2002).
Національний склад:
- росіяни — 98 %